# Eva Birnerová
Eva Birnerová (Duchcov, 14 augustus 1984) is een tennisspeelster uit Tsjechië. Haar favoriete ondergrond is gras. Zij speelt rechtshandig en heeft een tweehandige backhand. Zij was actief in het internationale tennis van 1998 tot en met 2014.

## Loopbaan
Birnerová werd prof in 2002, maar speelde reeds op het ITF-circuit vanaf 1998. In 2003 debuteerde zij in de WTA-tour op het WTA-toernooi van Sopot. Zij bereikte eenmaal de finale van een WTA-toernooi, in Tasjkent 2011 maar vermocht geen WTA-enkelspeltitel te winnen. Wel won zij acht ITF-titels. Haar beste resultaat op de grandslamtoernooien is een derderondeplaats op het Australian Open 2007 en op Wimbledon in 2013. Haar hoogste positie op de WTA-ranglijst is de 59e plaats (januari 2007).
In het dubbelspel won Birnerová haar eerste WTA-titel in 2006 op het toernooi van Stockholm met de Slowaakse Jarmila Gajdošová. Na een slechte periode van 2008 tot en met 2010 veroverde zij in 2011 (Bad Gastein) en 2012 (Bogota) nog twee dubbelspeltitels. Haar beste resultaat op de grandslamtoernooien is een derderondeplaats op het Australian Open 2005 alsmede op Roland Garros 2005, beide met de Roemeense Andreea Vanc. Haar hoogste positie op de WTA-ranglijst is de 52e plaats (mei 2012). In 2002 en 2003 kwam zij uit voor het Tsjechische Fed Cup-team.

## Posities op deWTA-ranglijst
Positie per einde seizoen:
| jaar | rang enkelspel | rang dubbelspel |
| ---- | -------------- | --------------- |
| 2000 | 780            | 813             |
| 2001 | 372            | 977             |
| 2002 | 215            | 247             |
| 2003 | 110            | 213             |
| 2004 | 139            | 94              |
| 2005 | 116            | 62              |
| 2006 | 80             | 88              |
| 2007 | 160            | 163             |
| 2008 | 699            | 442             |
| 2009 | 262            | 399             |
| 2010 | 148            | 137             |
| 2011 | 102            | 73              |
| 2012 | 125            | 63              |
| 2013 | 192            | 94              |
| 2014 | 261            | 375             |

## Palmares
| Legenda                | Legenda                  |
| ---------------------- | ------------------------ |
| Grandslamtoernooi      |                          |
| Olympische Spelen      |                          |
| Year-End Championships |                          |
| tot 2009               | 2009 – 2020 / vanaf 2021 |
| Tier I                 | Premier Mandatory        |
| Tier II                | Premier Five / WTA 1000  |
| Tier III               | Premier / WTA 500        |
| Tier IV & V            | International / WTA 250  |
|                        | Challenger / WTA 125     |

### WTA-finaleplaatsen enkelspel
| nr.              | finale     | toernooi     | ondergrond | tegenstandster | score    |         |
| ---------------- | ---------- | ------------ | ---------- | -------------- | -------- | ------- |
| gewonnen finales |            |              |            |                |          |         |
| geen             |            |              |            |                |          |         |
| verloren finales |            |              |            |                |          |         |
| 1.               | 2011-09-17 | WTA Tasjkent | hardcourt  | Ksenija Pervak | 3-6, 1-6 | details |

### WTA-finaleplaatsen vrouwendubbelspel
| nr.              | finale     | toernooi        | ondergrond | partner             | tegenstandsters                       | score             |         |
| ---------------- | ---------- | --------------- | ---------- | ------------------- | ------------------------------------- | ----------------- | ------- |
| gewonnen finales |            |                 |            |                     |                                       |                   |         |
| 1.               | 2006-08-13 | WTA Stockholm   | hardcourt  | Jarmila Gajdošová   | Yan Zi Zheng Jie                      | 0-6, 6-4, 6-2     | details |
| 2.               | 2011-07-17 | WTA Bad Gastein | gravel     | Lucie Hradecká      | Jarmila Gajdošová Julia Görges        | 4-6, 6-2, [12-10] | details |
| 3.               | 2012-02-19 | WTA Bogota      | gravel     | Aleksandra Panova   | Mandy Minella Stefanie Vögele         | 6-2, 6-2          | details |
| verloren finales |            |                 |            |                     |                                       |                   |         |
| 1.               | 2005-08-14 | WTA Stockholm   | hardcourt  | Mara Santangelo     | Émilie Loit Katarina Srebotnik        | 4-6, 3-6          | details |
| 2.               | 2006-09-24 | WTA Portorož    | hardcourt  | Émilie Loit         | Lucie Hradecká Renata Voráčová        | forfait           | details |
| 3.               | 2012-05-05 | WTA Boedapest   | gravel     | Michaëlla Krajicek  | Janette Husárová Magdaléna Rybáriková | 4-6, 2-6          | details |
| 4.               | 2012-07-29 | WTA Bakoe       | hardcourt  | Alberta Brianti     | Iryna Boerjatsjok Valerija Solovjeva  | 3-6, 2-6          | details |
| 5.               | 2013-02-24 | WTA Bogota      | gravel     | Aleksandra Panova   | Tímea Babos Mandy Minella             | 4-6, 3-6          | details |
| 6.               | 2013-04-07 | WTA Monterrey   | hardcourt  | Tamarine Tanasugarn | Tímea Babos Kimiko Date-Krumm         | 1-6, 4-6          | details |

## Resultaten grandslamtoernooien
| Legenda | Legenda                          |
| ------- | -------------------------------- |
| g.t.    | geen toernooi gehouden           |
| l.c.    | lagere categorie                 |
| –       | niet deelgenomen                 |
| G       | uitgeschakeld in de groepsfase   |
| 1R      | uitgeschakeld in de eerste ronde |
| 2R      | uitgeschakeld in de tweede ronde |
| 3R      | uitgeschakeld in de derde ronde  |
| 4R      | uitgeschakeld in de vierde ronde |
| KF      | uitgeschakeld in de kwartfinale  |
| HF      | uitgeschakeld in de halve finale |
| F       | de finale verloren               |
| W       | het toernooi gewonnen            |
| w-v     | winst/verlies-balans             |

### Enkelspel
| toernooi        | 2003 | 2004 | 2005 | 2006 | 2007 |    | 2012 | 2013 |
| --------------- | ---- | ---- | ---- | ---- | ---- | -- | ---- | ---- |
| Australian Open | –    | 1R   | –    | 1R   | 3R   | 1R | –    |      |
| Roland Garros   | 1R   | 1R   | 2R   | 1R   | 1R   | 1R | –    |      |
| Wimbledon       | –    | 1R   | 1R   | 2R   | 1R   | –  | 3R   |      |
| US Open         | –    | –    | 1R   | 2R   | –    | –  | –    |      |

### Vrouwendubbelspel
| toernooi        | 2004 | 2005 | 2006 | 2007 |    | 2011 | 2012 | 2013 |
| --------------- | ---- | ---- | ---- | ---- | -- | ---- | ---- | ---- |
| Australian Open | –    | 3R   | 1R   | 1R   | –  | 2R   | 1R   |      |
| Roland Garros   | –    | 3R   | 1R   | 1R   | –  | 1R   | 1R   |      |
| Wimbledon       | 1R   | 1R   | 1R   | –    | –  | 1R   | 1R   |      |
| US Open         | 2R   | 2R   | 2R   | –    | 1R | 2R   | 1R   |      |

### Gemengd dubbelspel
| toernooi        | 2006 |
| --------------- | ---- |
| Australian Open | –    |
| Roland Garros   | –    |
| Wimbledon       | 2R   |
| US Open         | –    |